# ダヴィデとゴリアテ (カラヴァッジョ)
『ダヴィデとゴリアテ』（伊: David e Golia、英: David and Goliath）、または『ゴリアテの頭を持つダヴィデ』（西: David con la cabeza de Goliat、英: David with the Head of Goliath）、または『ゴリアテに勝利したダヴィデ』（西: David vencedor de Goliath）は、イタリアのバロック期の巨匠ミケランジェロ・メリージ・ダ・カラヴァッジョ（1571–1610年）が1600年ごろ、キャンバス上に油彩で制作した絵画である。伝記や資料による裏付けがなく、来歴をたどることができないため、かつてはカラヴァッジョへの帰属に疑義が呈されたこともあったが、その後の修復や研究によりカラヴァッジョの真筆と見なされるようになった。現在、マドリードのプラド美術館に所蔵されている。なお、ダヴィデを主題とする2つの後のヴァージョンが現在、ウィーンの美術史美術館とローマのボルゲーゼ美術館に所蔵されている。

## 背景
この絵画は1771年のスペイン王室のコレクションに記載されているが、それ以前のカルロス2世 (スペイン王) の死後に作成された1700年と1716年の所蔵品目録にも確認できる。王室コレクションに入る前の来歴は不確かで、イタリアの美術理論家ジョヴァンニ・ピエトロ・ベッローリによると、イタリアにいたスペインの第2代ビリャメディアーナ伯爵フアン・デ・タシスがカラヴァッジョの『ダヴィデ』を所有していたが、半身像と記述されるその作品は現在、ウィーンの美術史美術館にある『ゴリアテの首を持つダヴィデ』に該当するようである。

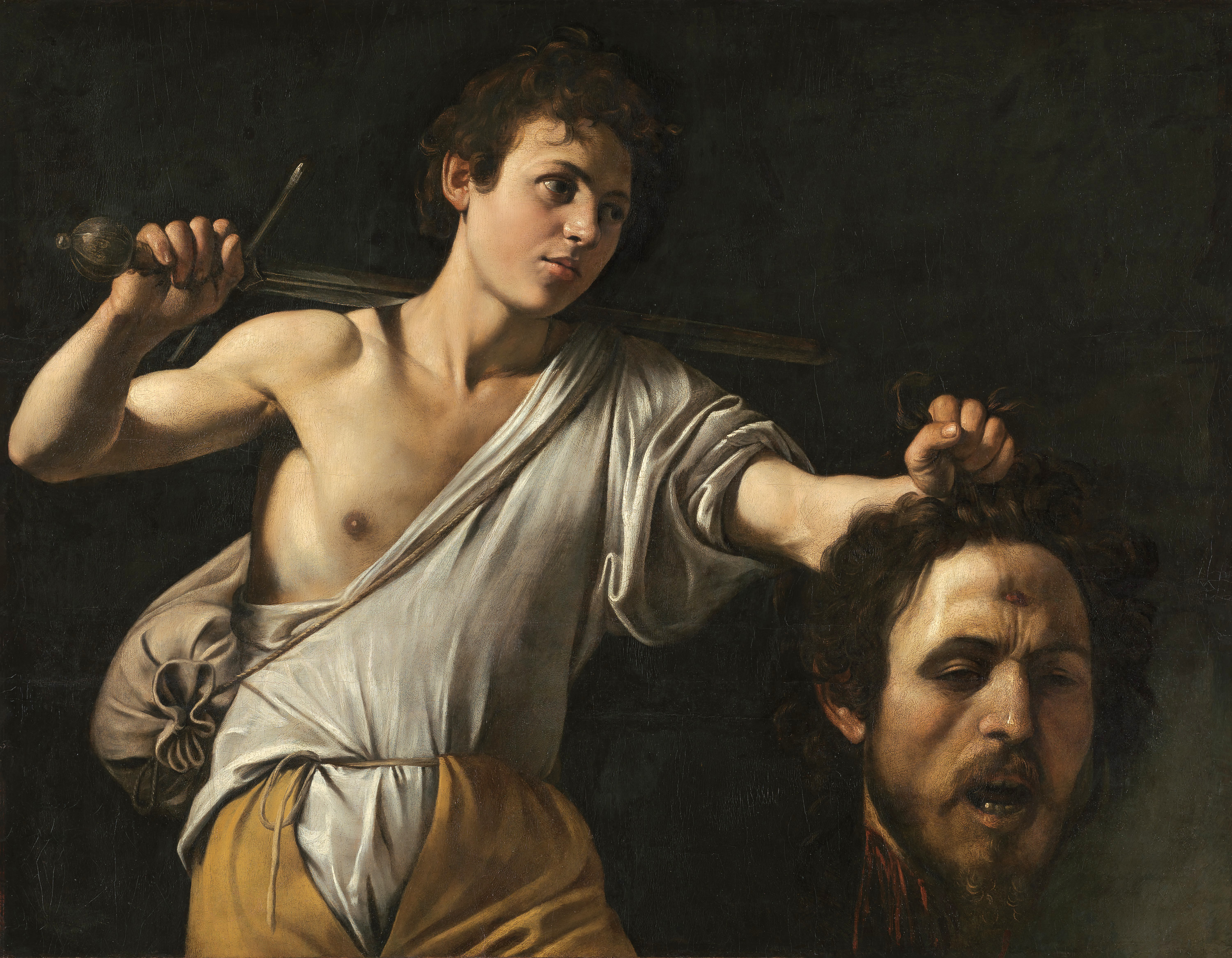
カラヴァッジョ『ゴリアテの首を持つダヴィデ』 (1600-1601年)、美術史美術館、ウィーン

むしろ、ローマのサンタ・マリア・マッジョーレ聖堂の参事会員であったガレオット・ウッフレドゥッチ (Galeotto Uffreducci) の所有していた『ダヴィデ』が本作と関連しているのかもしれない。ウッフレドゥッチは1643年1月の遺書で、『ダヴィデ』を将来のクレメンス9世 (ローマ教皇) となるジュリオ・ロスピッリオージ (Giulio Rospigliosi) に遺贈している。ロスピッリオージは1644年から9年間スペインの宮廷に滞在しており、家族によれば、彼はスペインにローマから多くの事物を携行していったということである。ロスピッリオージはスペイン王フェリペ4世と親しく関わり、王の美術コレクションを見る機会を持ったが、彼自身の美術品の中にはスペインにとどまることになったものがあったのかもしれない。
いずれにしても、本作には古い複製が5点ほど残されており、早い時期にスペインに運ばれたと推定される。

## 作品

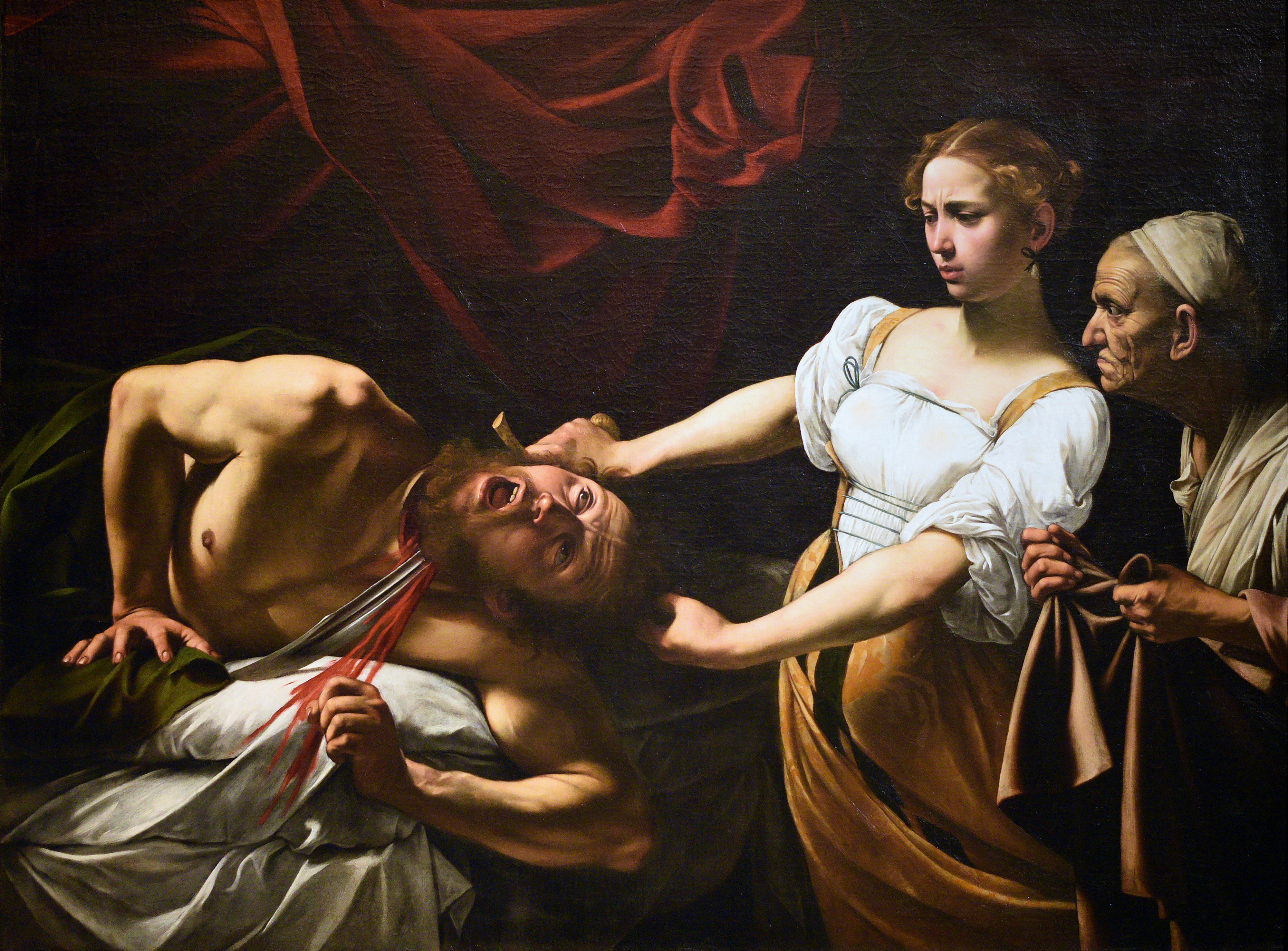
カラヴァッジョ『ホロフェルネスの首を斬るユーディット』 (1598-1599年)、バルベリーニ宮国立古典絵画館、フィレンツェ

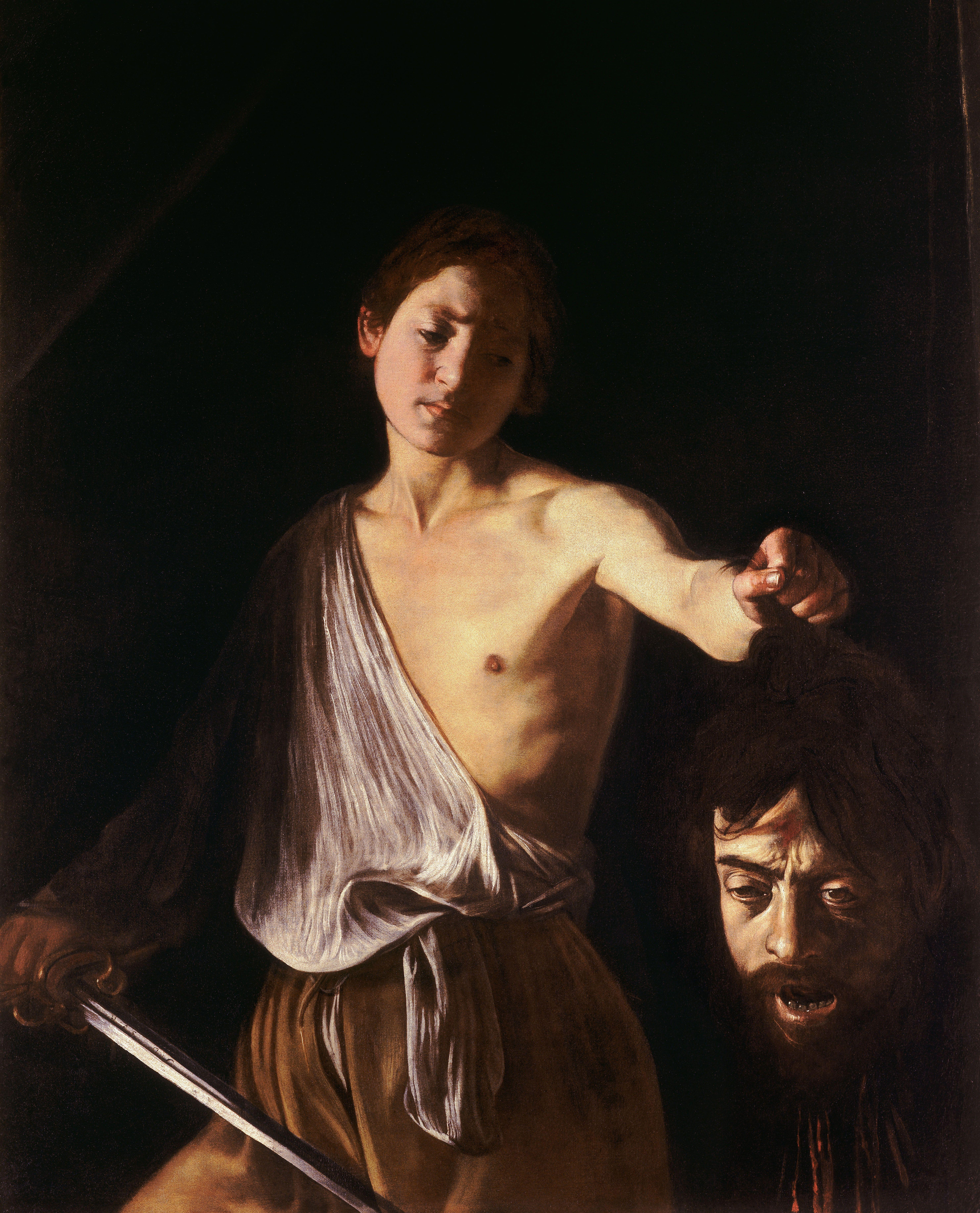
カラヴァッジョ『ゴリアテの首を持つダヴィデ』 (1609-1610年)、ボルゲーゼ美術館、ローマ

『旧約聖書』中の『サムエル記上』 (17章12-58) によれば、若き羊飼いのダヴィデは竪琴の名手であるだけでなく、勇敢な戦士でもあった。ある時、ダヴィデはペリシテ人との戦いで身の丈3メートルもある大男ゴリアテを額への投石の一撃だけで即死させ、彼の首を斬り落とした。これによりペリシテ人は敗走し、ダヴィデは人々の称賛を浴びて、やがて優れた軍事指導者、そしてイスラエルの王となる。

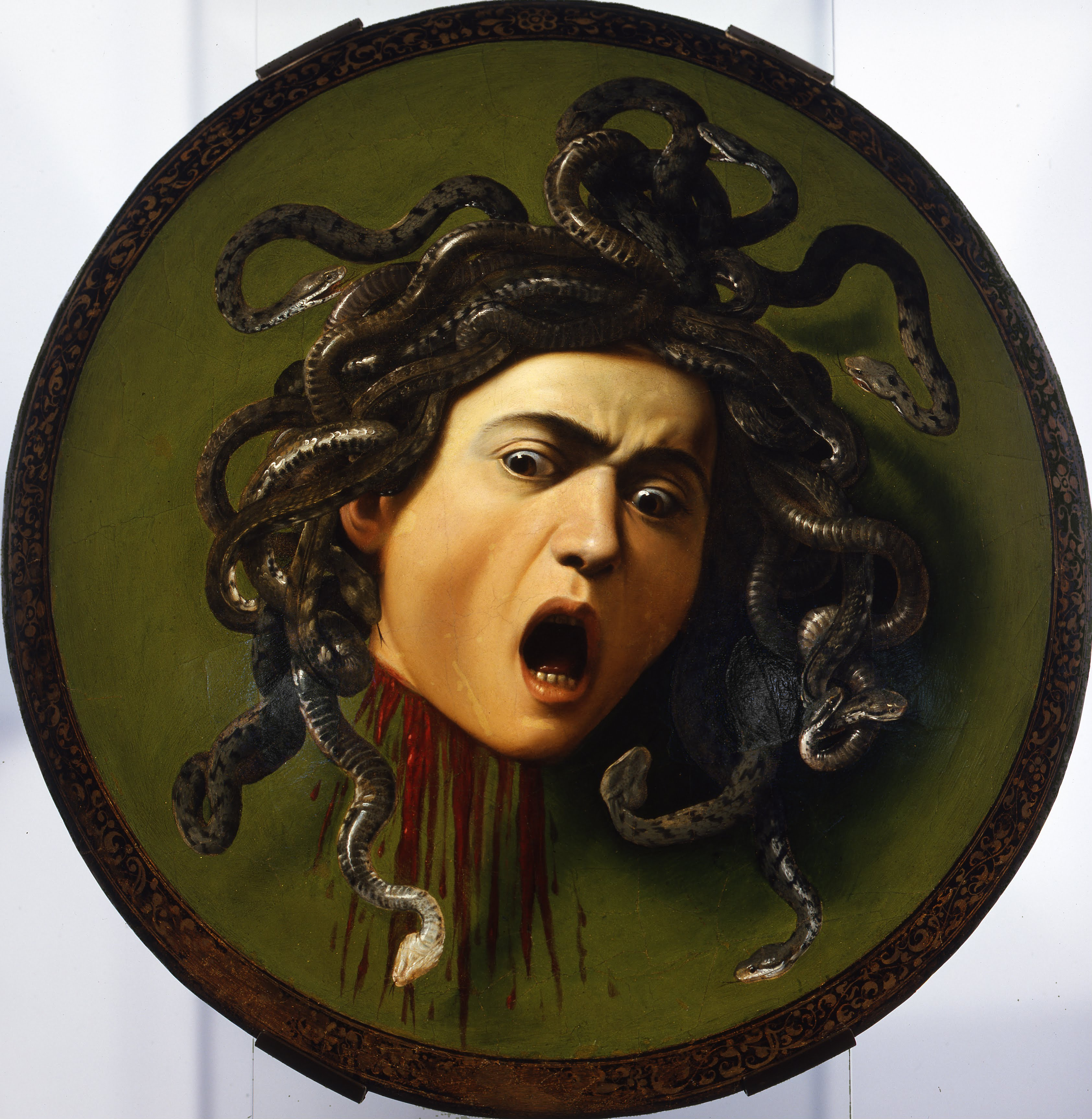
カラヴァッジョ『メドゥーサの首』 (1597-1598年ごろ)、ウフィツィ美術館、フィレンツェ

本作は、ダヴィデがゴリアテの身体の上に屈み、その首級をイスラエル軍のもとへ持ち帰るために紐で毛髪を結ぶ姿を表しているが、このような図像は奇抜で、それまでの絵画には前例がない。また、聖書にもそのような記述は存在しない。勝利したダヴィデの姿ではあるが、『ホロフェルネスの首を斬るユーディット』（バルベリーニ宮国立古典絵画館、ローマ）といった作品と共通する思いもよらない物語の瞬間を描いているのである。画面手前に人物を配置し、全画面を人物で覆いつくすような大胆な構図が非常に独特である。
ゴリアテの顔は、カラヴァッジョがずっと後に描くことになる『ゴリアテの首を持つダヴィデ』 (ボルゲーゼ美術館、ローマ) のゴリアテの顔につながる。美術史家ミーナ・グレゴーリのX線による研究では、本来のゴリアテの顔は目を見開いた恐怖の表情で表現されていた。その本来の顔は、『メドゥーサの首』（ウフィツィ美術館、フィレンツェ）の顔、および『ホロフェルネスの首を斬るユーディット』のホロフェルネスの顔に類似している。

## 修復

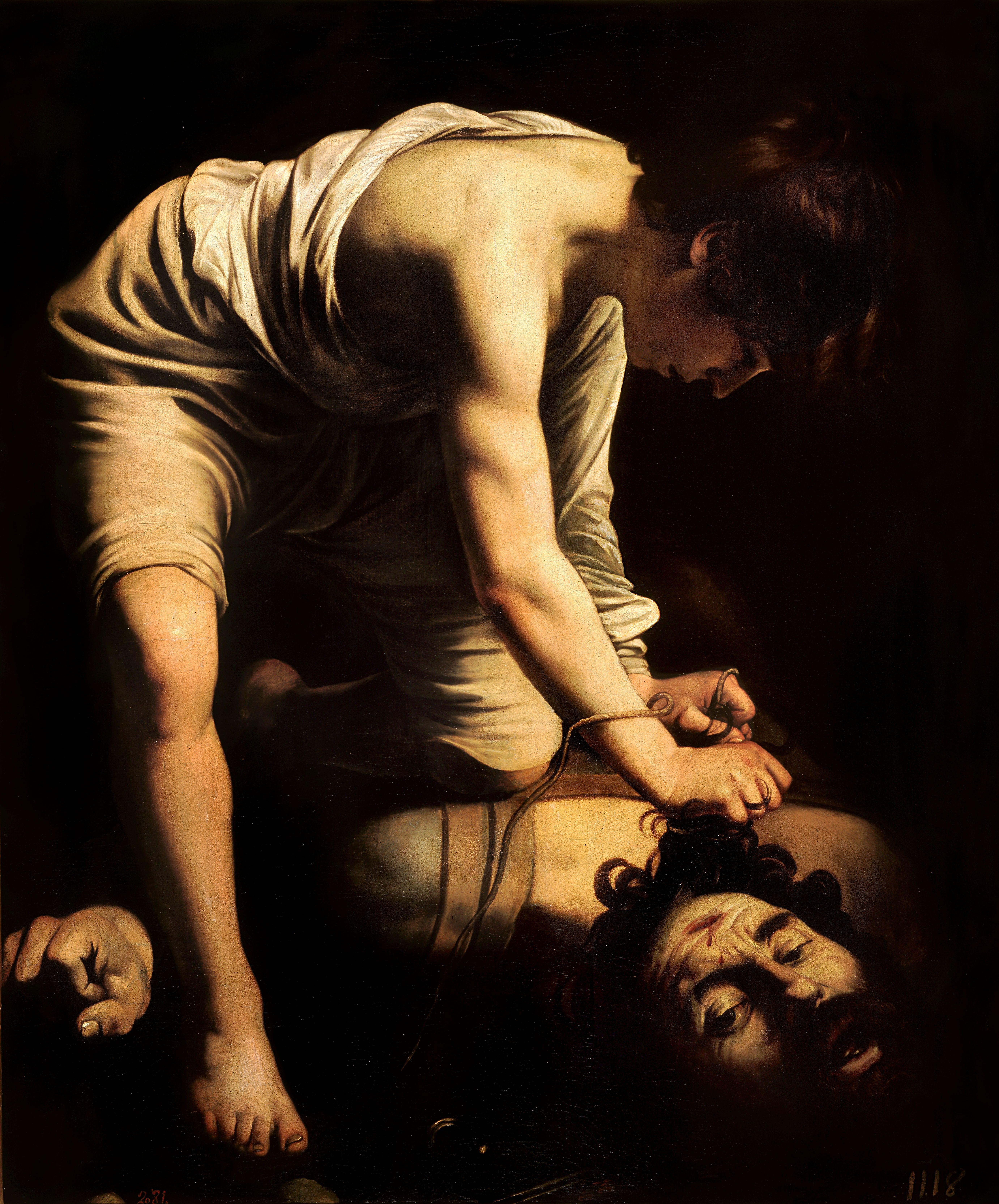
修復される以前の『ダヴィデとゴリアテ』

2023年に行われた修復により、本作の画面から酸化したワニスが除去された。また、以前の洗浄は前面の明るく照らし出された人物像にのみ焦点が当てられたもので、背景の陰の部分は無視され、空間と奥行きが隠されていた。結果として、カラヴァッジョ本来のキアロスクーロが強烈な光と陰の対比に変貌し、ダヴィデは平坦な黒い背景の中で輪郭を与えられていた。そのため、構図は前景だけの奥行きのないものに減じられていた。
今回の修復で明らかになったことの1つは、前面短縮法で描かれたゴリアテの身体、特に右側の臀部であり、その脚はダヴィデの背後から画面上部に伸びている。ダヴィデの投石により地面に倒されたゴリアテの身体が表されていることがわかったのである。
今回の洗浄による、もう1つの予期しなかった要素はダヴィデの頭部を包む光であり、それは背景の空間の広がりを示す暗い陰によって斜めに表されたものである。また、以前には感知できなかった画面の連続する奥行きと、ダヴィデの身体周囲の空気がはっきりと見られるようになった。カラヴァッジョが2人の人物を配置した小さな空間―深い箱を示唆する長方形の空間ーが形作る構図の複雑さを堪能することができるようになったのである。